# Sigurður Ragnar Eyjólfsson

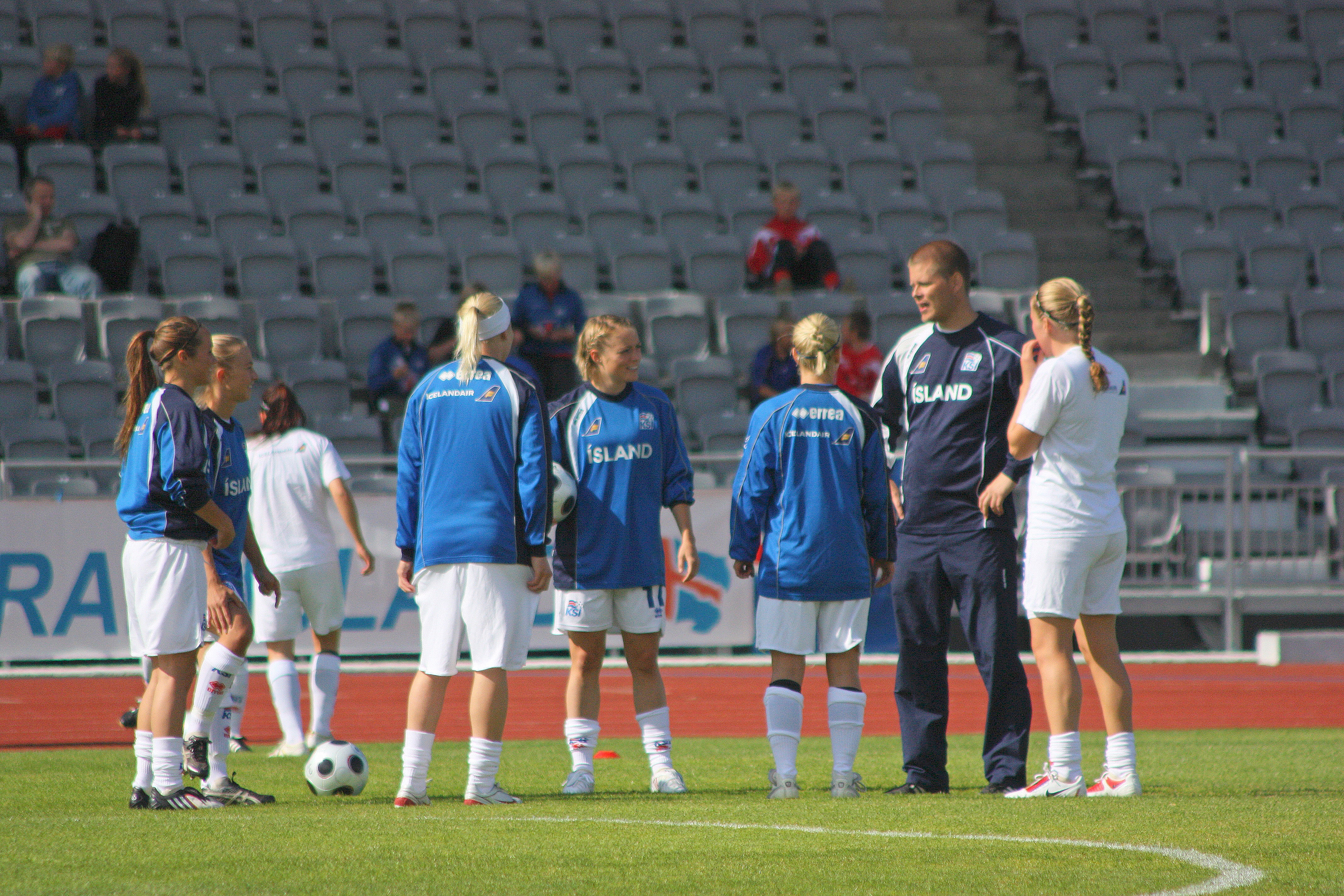
Sigurður Ragnar Eyjólfsson

Sigurður Ragnar Eyjólfsson (* 1. Dezember 1973) ist ein isländischer Fußballtrainer und ehemaliger Fußballspieler. Er trainierte von 2007 bis 2013 die isländische Nationalmannschaft der Frauen.
Eyjólfsson begann seine Karriere in der Jugend von KR Reykjavík. 1994 wurde er mit diesem Verein isländischer Pokalsieger. Ein Jahr später ging er in die USA, um an der University of North Carolina Sportwissenschaft zu studieren. 1998 kehrte er nach Island zurück und spielte für ÍA Akranes, bevor er ein Jahr später zum englischen Verein FC Walsall wechselte. Mit diesem Verein stieg er in die zweite englische Liga auf, wobei er beim entscheidenden 3:1-Sieg über Oldham Athletic einen Treffer beisteuerte. Nach einem Gastspiel bei Chester City wechselte er nach Belgien zu KRC Harelbeke, bevor er nach Island zu KR Reykjavík zurückkehrte und noch zweimal isländischer Meister wurde.
Seine aktive Karriere beendete er 2005 bei ÌA Akranes.
Bereits seit 2002 arbeitete Eyjólfsson als technischer Direktor für den isländischen Fußballverband. Im Januar 2007 übernahm er die isländische Frauennationalmannschaft und führte sie zur Europameisterschaft 2009 in Finnland. Nach der EM 2013, bei der Island das Viertelfinale erreichte, gab er seinen Posten auf um eine neue Herausforderung anzunehmen.
Im November 2017 hat er Bruno Bini als Cheftrainer der Chinesischen Frauennationalelf abgelöst. Als Assistentin wurde ihm die ehemalige Nationalspielerin Sun Wen zur Seite gestellt.